# Ambroż z Kłodawy
Ambroż z Kłodawy OFM, latinsky Ambrosius de Clodawa († cca 1494 v Kališu) byl polský františkán a písař knih. Podle soudobé františkánské kroniky Jana Komorowskigo byl „vynikající písař, který napsal s velkou láskou a pílí mnoho knih, zejména chorálních.“ Pohřben byl v Kališu, kde zřejmě též zemřel.